# Nitrianske Rudno
Nitrianske Rudno este o comună slovacă, aflată în districtul Prievidza din regiunea Trenčín. Localitatea se află la altitudinea de 318 m deasupra n.m., se întinde pe o suprafață de 14,5 km2 și în 2017 număra 1.936 de locuitori.

## Istoric
Localitatea Nitrianske Rudno este atestată documentar din 1275.

## Demografie
| An:                | 1994 | 2004   | 2014   | 2024   |
| ------------------ | ---- | ------ | ------ | ------ |
| Număr de persoane: | 1827 | 1960   | 1939   | 1911   |
| Diferență:         |      | +7,27% | −1,07% | −1,44% |

| An:                | 2023 | 2024   |
| ------------------ | ---- | ------ |
| Număr de persoane: | 1899 | 1911   |
| Diferență:         |      | +0,63% |